# Kalar
Kalar es una serie de historietas creada por el español Tomás Marco Nadal, que firmaba como Marco, en petit format para la editorial francesa Impéria, con algunos episodios dibujados por Rafael Méndez.
Obra más popular de su autor, se ha editado también en otros muchos países europeos, México y Brasil.

## Argumento y personajes
Jean Calard es un hombre alto, deportista e inteligente, sobrino del multimillonario Humbert Calard, que viene de terminar sus estudios en París. No obstante este perfil, y al igual que su tío el buscador de diamantes, le atrae mucho la aventura.
Como consecuencia de un aviso transmitido por un mensajero, va a reunirse con su tío en Túnez y le descubre asesinado con su propio arpón.
Sabiendo que había caído en una trampa, decide huir a África, sólo que su avión se estrella en la jungla, y allí es recogido por una tribu africana que lo llama Kalar, término que significa Dios en la lengua local. 
Kalar aprende ese idioma local, y se transforma en protector de la región. A diferencia de otros tarzánidos, Kalar no se pasea en taparrabos, sino con una vestimenta clásica de selva.

## Estilo
Lo más notable de ese cómic es el cuidadoso y prolijo dibujo de Tomás Marco Nadal, muy centrado en los detalles faunísticos.

## Trayectoria editorial
En Francia se publicaron 232 números de la revista Kalar entre noviembre de 1963 y mayo de 1986, además de 50 recopilaciones de sus historietas. En la siguiente relación, se marcan con un asterisco (*) los que fueron dibujados por Rafael Méndez:
1. Le justicier de la jungle
2. Kalar et le braconnier
3. Le maître des gorilles
4. La vengeance de Simba
5. Le cimetière des Dieux
6. Le monstre de la jungle
7. La dernière minute
8. Les vrais fauves
9. La révolte des éléphants
10. Le lac obscur
11. Route interdite
12. La justice du lion
13. La montagne qui rugit
14. La barrière blanche
15. L'ombre du monde perdu
16. Le grand léopard
17. Imposture
18. Horizons étranges
19. Les esprits de la brume
20. Etrange épidémie
21. Les griffes de l'envie
22. Le gorille rouge
23. Le sorcier blanc
24. L'esprit du tonnerre
25. L'homme de Mombasa
26. Séquence tragique
27. L'épée sacrée
28. Le démon rayé
29. Le safari perdu
30. La ville interdite
31. Un seul témoin
32. Les entêtés
33. Le chemin des buffles
34. Chasse à l'homme
35. La vengeance de Kinga
36. La vallée des malédictions
37. La loi de la jungle
38. Les nomades
39. Le devoir et l'envie
40. La poudre magique
41. Les briseurs de chaines
42. Les bijoux maudits
43. La vallée de l'ivoire
44. La sorcière blanche
45. Les audacieux
46. Les eaux noires
47. La colère du ciel
48. Colère
49. Monde inconnu
50. Le feu de la terre
51. La plante maléfique
52. L'esprit du mal
53. Le robot d'or
54. Le dernier refuge*
55. La jungle en folie
56. Buffles et diamants*
57. Médecine sacrée
58. L'intrus*
59. Le lion fantôme
60. L'idole maudite
61. Les sans famille*
62. L'ombre du mal
63. La couronne
64. Les envahisseurs*
65. Les provocateurs
66. Le fils de la lune*
67. Le monstre du lac
68. La révolte des gorilles
69. Le réfugiés*
70. Les otages*
71. Le fils prodigue
72. Rêves d'or
73. Quand s'éteint le soleil
74. Sinistre projet*
75. Le langage des fauves
76. Le secret de Tchana*
77. L'arche de l'espace
78. Le fou de Mono Tapa
79. Provocation *
80. L'homme de paille *
81. Les démons du volcan
82. Fausse accusation
83. L'homme de fer
84. Le cheval de fer
85. L'orphelin*
86. Le diamant de l'explorateur perdu
87. Pour une étoile
88. La déeesse de la lune
89. La cité morte
90. Le papillon noir*
91. Le mage des montagnes
92. Les exilés
93. Bien mal acquis*
94. La déeesse de la montagne
95. La vallée des hommes de pierre*
96. Les oiseaux du mal*
97. Les fugitifs
98. Le revenant
99. Le plus grand trésor
100. Le médaillon
101. Le bois sacré
102. La tombe de Kiwalik
103. L'idole d'argile
104. Les fleurs du mal*
105. Course contre la mort*
106. Le roi des Ubangui*
107. Le chasseur d'ombres
108. Le mystère du lac Kivus*
109. Le lac de la mort*
110. Chargement dangereux
111. La folie du sorcier*
112. Panique dans la jungle
113. Le rhinoceros bleu*
114. Le rugissement de Takal
115. L'homme à la barbe de neige*
116. L'île des singes
117. La vallée endormie
118. Pluie d'étoiles
119. Les gorilles rouges
120. L'idole aux yeux verts
121. La danse de la pluie
122. Le secret du lac
123. La fille de la lune
124. Fossiles vivants
125. La valse des sorciers
126. Le voleur de papillons
127. Le parapluie du magicien blanc
128. La peau du "Simba"
129. Les singes sacrés
130. Les dents de Malok
131. Le buffle de pierre
132. Le pont de Kumbama
133. Cadir, ville endormie
134. Le sorcier de la nuit
135. La pierre de lumière
136. Apprenti sorcier
137. Les larmes de la lune
138. Les immortels du Kilimandjaro
139. Le secret de l'autruche
140. Le diable invisible
141. Funestes prophéties
142. Le sorcier du Mont Laka
143. Le safari interdit
144. Le gorille d'argent
145. Le collier de perles
146. L'ombre du baobab
147. L'apprenti roi
148. La vengeance de Kalina
149. Semence mortelle
150. Le trésor invisible
151. La vallée de la haine
152. La baie des perles
153. La nuit du dragon
154. La boite magique
155. L'explorateur
156. La poupée
157. Le diable en bouteille
158. Le secret du missionnaire
159. Le diable de la montagne bleue
160. Le gorille géant
161. Film sauvage
162. Un voyage dangereux
163. La vengeance de Thamiko
164. Les eaux noires
165. Territoire interdit
166. L'eau de mort
167. Le lion noir
168. L'esprit du mal
169. Le petit poucet
170. La vengeance de Xipotaki
171. Or maudit
172. Le masque des Matukas
173. L'oiseau de mort
174. Vers d'autres horizons
175. Escale à Sumatra
176. Son poids en or
177. Une bouteille qui flotte
178. Le tyran au masque d'or
179. Vengeance
180. La huitième plaie d'Égypte
181. Le secret du Nabab
182. La vengeance des tigres
183. Les cendres de Suan Chang Sun
184. La vallée des cobras
185. Le chasseur de papillons
186. Un curieux malade
187. La malédiction de Maï Kala
188. Les fils de la défaite
189. Le diable de Madhubanga
190. Le secret du père Hannibal
191. Mystère du passé
192. La vengeance ailée
193. La vallée du silence
194. Les lions de Daulaghiri
195. Panique dans la réserve
196. Les larmes de la lune
197. La déeesse aux yeux verts
198. Le puits aux songes
199. Le fou de Mono Tapa (reedición)
200. Le labyrinthe de Tharka
201. Le rêve du grand Lama
202. Justice est faite !
203. Le dernier refuge
204. Le zoo flottant
205. Quand la tempête fait rage
206. L'appel du danger
207. Les gardiens du paradis
208. L'ennemi sans visage
209. Le sorcier venu de la mer
210. La malédiction de Kalamaka + Le lion fou (dos historias)
211. Les immortels
212. Le sorcier
213. Avant que la lumière ne s'éteigne
214. Les fugitifs de Karym
215. Le messager du soleil
216. Les fleurs du mal
217. Course contre la mort (reedición)*
218. Les dents de Malok
219. Le mystere du lac Kivus
220. Les démons du volcan
221. Le rhinoceros bleu (reedición)*
222. Le lac de la mort*
223. La folie du sorcier
224. L'orphelin
225. L'homme à la barbe de neige (reedición)*
226. Le roi des Ubanguis
227. La vallée des hommes de pierre
228. Les oiseaux du mal
229. Les exilés (reedición)*
230. Provocation
231. Le papillon noir (réédition) * + Trafic en ballon (dos historias)*
232. Bien mal acquis

Estas historietas fueron editadas en España por Ediciones Boixher en 1969 y por Producciones Editoriales en 1980, así como en Brasil, México y Portugal.